# 1925 v letectví

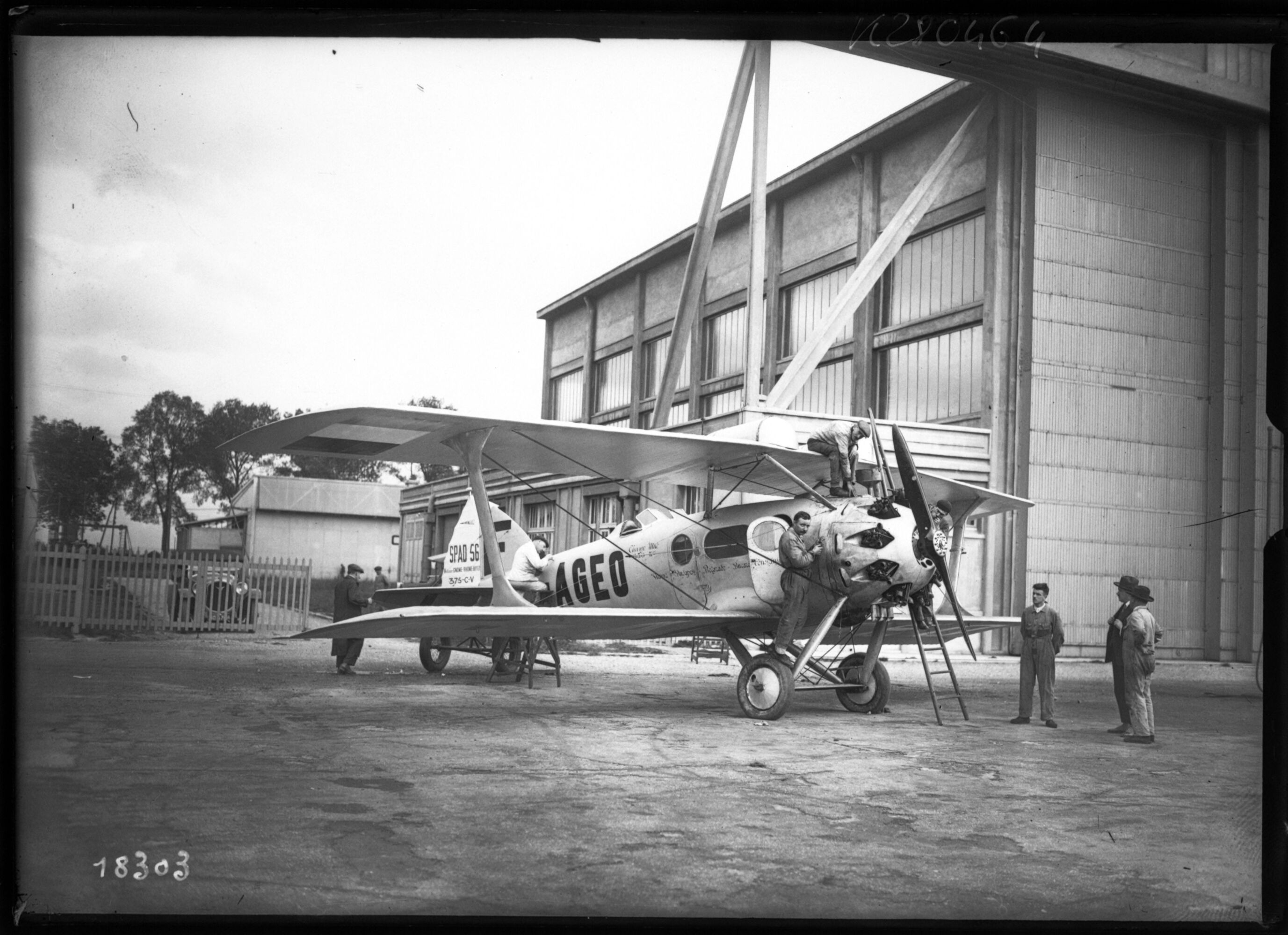
1924-1925

Tento článek obsahuje seznam událostí souvisejících s letectvím, které proběhly roku 1925.

## Události

### Květen
- 21. května – Šestičlenná výprava vedená Roaldem Amundsenem se pokusila dosáhnout severního pólu ve dvou hydroplánech Dornier Wal, imatrikulací N-24 a N-25, které vzlétly ze Špicberk. Následujícího dne oba letouny nouzově přistály na mořském ledu v pozici 87° 44' s. š., 10° 20' z.d., což byla nejsevernější do té doby letecky dosažená poloha.[1] Až 10. června se polárníkům podařilo odstartovat k návratu na Špicberky ve stroji N-25 který pilotoval Hjalmar Riiser-Larsen, zatímco poškozený N-24 musel být ponechán osudu.

### Červen
- 7. června – ve čtrnáctém ročníku Poháru Gordona Bennetta zvítězili Belgičané Alexander Veenstra a Philippe Quersin

### Září
- 2. září – Vzducholoď USS Shenandoah se rozlomila v bouři a byla zničena. 14 ze 43 členů posádky zahynulo.

## První lety
- Dewoitine D.21
- Letov Š-18
- Potez 25
- Aero A.11

### Leden
- Avia BH-21
- 3. ledna – Fairey Fox
- 5. ledna – Short Singapore

### Únor
- Gloster Gamecock
- 22. února – de Havilland Moth

### Březen
- 10. března – Supermarine Southampton

### Květen
- 2. května – Douglas C-1
- 10. května – Armstrong Whitworth Atlas

### Červen
- 4. června – Parnall Peto
- 4. června – Marinens Flyvebaatfabrikk M.F.9

### Červenec
- 6. července – Douglas DAM
- 7. července – Boeing 40
- 29. července – Blériot 155

### Srpen
- 24. srpna – Supermarine S.4
- 29. srpna – Gloster III

### Září
- 4. září – Fokker F.VIIa/3m
- 25. září – Curtiss R3C

### Listopad
- 9. listopadu – Fairey Firefly
- 26. listopadu – Tupolev TB-1